# Miguel Ángel Sánchez Muñoz
Miguel Ángel Sánchez Muñoz (Madrid, 30 de octubre de 1975), conocido como Míchel, es un exfutbolista y entrenador español. Actualmente dirige al Girona Futbol Club de la Primera División de España.

## Trayectoria

### Como jugador
Debutó en el Rayo Vallecano "B" en el año 1992, donde estuvo hasta 1994, con algunas subidas al primer equipo entre 1993 y 1994.
En 1995, se hizo fijo en el Rayo Vallecano, donde jugaría hasta 1996. En 1996 fue cedido por una temporada al Almería. En 1997 volvió al Rayo y se mantuvo hasta el 2003, cuando fichó por el Real Murcia. Posteriormente, en 2005, fue cedido medio año al Málaga. En 2006, volvió al cuadro vallecano.
Míchel jugaba de mediocentro interior y fue la gran pierna zurda del Rayo Vallecano en sus momentos de gloria, incluso tuvo ofertas de grandísima importancia por equipos de Primera División. Finalmente fue al Real Murcia y, tras no cuajar durante tres temporadas, volvió a la que fue su casa siempre, el Rayo Vallecano. A sus 35 años y durante dieciocho temporadas como futbolista, no le habían mostrado ni una sola tarjeta roja. El miércoles 21 de diciembre de 2011 el árbitro vizcaíno, Carlos Delgado Ferreiro, le mostró la tarjeta roja por protestar un penalti desde el banquillo.
En julio de 2012, decidió retirarse del fútbol en activo tras veinte temporadas como profesional, quince de ellas en el Rayo Vallecano, equipo en el que disputó la última campaña, la del regreso a Primera.
Míchel es el tercer jugador que más partidos ha jugado con el Rayo con un total de 425, por detrás 
de  Cota y Miguel Uceda. En la etapa de Paco Jémez al frente del equipo formó parte de su cuerpo técnico y también fue nombrado Director de Metodología de la Cantera.
Además Míchel es el máximo goleador de la historia franjirroja. El de Vallecas, suma 58 goles oficiales; 53 de ellos con la camiseta del Rayo Vallecano, seguido por Piti (52). 

#### Selección nacional
Míchel también convirtió 7 goles con la camiseta de España en categoría sub-20. El último fue en esa categoría, disputando el Mundial Sub-20 de 1995 en Catar, junto a estrellas como Raúl González y en donde la selección española quedó en cuarto lugar, después de ser eliminada en semifinales por Argentina, que se consagró campeona del torneo.

### Como entrenador
Inicios
En la temporada 2016-2017 comenzó su andadura en los banquillos del Juvenil A del Rayo Vallecano de División de Honor.
Rayo Vallecano
El 21 de febrero de 2017, tras la destitución de Rubén Baraja al frente del primer equipo, el exjugador de la entidad vallecana se convirtió en el tercer entrenador de la temporada, para hacerse cargo de una plantilla que estaba a sólo un punto del descenso a Segunda B. De esta manera, el conjunto de Vallecas sumaba un total de tres entrenadores en apenas ocho meses.
Tras lograr la permanencia, en la temporada siguiente dio la sorpresa y consiguió ascender al Rayo Vallecano a Primera División contra todo pronóstico en virtud de una gran segunda vuelta. Míchel logró el primer título oficial y profesional de la historia del club al obtener el campeonato de la Segunda División española en la temporada 2017-2018.
Sin embargo, el 18 de marzo de 2019, con el equipo madrileño ocupando puestos de descenso, el club anunció su destitución.
Huesca
El 1 de junio de 2019, la Sociedad Deportiva Huesca oficializó su fichaje, ascendiendo a Primera División con el equipo oscense al año siguiente. El 12 de enero de 2021, fue destituido de su cargo debido a una mala racha de resultados.
Girona FC
El 9 de julio de 2021, se hizo oficial su fichaje por el Girona FC, firmando por una temporada con opción a una más. Bajo su dirección, y a pesar de un inicio negativo, el conjunto gerundense acabó compitiendo por las primeras posiciones de la clasificación. El 19 de mayo de 2022, el club renovó su contrato por dos años más, antes de finalizar la Liga en 6.ª posición, clasificándose para la promoción de ascenso. El 19 de junio de 2022, el equipo catalán derrotó al CD Tenerife y logró el ascenso a Primera División por segunda vez en su historia, siendo el tercero del palmarés de Míchel como entrenador.
El 31 de mayo de 2023, el Girona anunció la renovación del contrato de Míchel hasta 2026. El 27 de septiembre de 2023, el conjunto gerundense se situó líder de Primera División por primera vez en su historia. El 4 de mayo de 2024, el Girona FC consiguió la clasificación para la Liga de Campeones, siendo la primera vez que el club disputará una competición europea.
El 12 de diciembre de 2024, recibió el premio Pompeu Fabra, galardón concedido por la Generalidad de Cataluña con el objetivo de reconocer la labor de personas e instituciones en la proyección social de la lengua catalana en diferentes ámbitos, por su incorporación a la comunidad lingüística catalana.

## Clubes

### Como jugador
| Club               | País   | Año       |
| ------------------ | ------ | --------- |
| Rayo Vallecano "B" | España | 1992-1994 |
| Rayo Vallecano     | España | 1993-1997 |
| Almería C. F.      | España | 1996-1997 |
| Rayo Vallecano     | España | 1997-2003 |
| Real Murcia        | España | 2003-2004 |
| Málaga             | España | 2004-2005 |
| Rayo Vallecano     | España | 2006-2012 |

### Como entrenador
| Equipo                  | Div.                | Temporada           | Ligas | Ligas | Ligas | Ligas | Ligas |       | Copa | Copa | Copa | Copa  |   | Internacional | Internacional | Internacional | Internacional | Internacional |   | Otros | Otros | Otros | Otros |     | Totales     | Totales | Totales | Totales | Totales | Totales | Totales | Totales |
| Equipo                  | Div.                | Temporada           | Part. | G     | E     | P     | Pos.  | Part. | G    | E    | P    | Part. | G | E             | P             | Pos.          | Part.         | G             | E | P     | Part. | G     | E     | P   | Rendimiento | GF      | GC      | Dif.    |         |         |         |         |
| ----------------------- | ------------------- | ------------------- | ----- | ----- | ----- | ----- | ----- | ----- | ---- | ---- | ---- | ----- | - | ------------- | ------------- | ------------- | ------------- | ------------- | - | ----- | ----- | ----- | ----- | --- | ----------- | ------- | ------- | ------- | ------- | ------- | ------- | ------- |
| Rayo Vallecano · España | 2.ª                 | 2016-17             | 16    | 7     | 4     | 5     | 12.º  | -     | -    | -    | -    | -     | - | -             | -             | -             | -             | -             | - | -     | 16    | 7     | 4     | 5   | 52.08%      | 17      | 13      | +4      |         |         |         |         |
| Rayo Vallecano · España | 2.ª                 | 2017-18             | 42    | 21    | 13    | 8     | 1.º   | 1     | 0    | 0    | 1    | -     | - | -             | -             | -             | -             | -             | - | -     | 43    | 21    | 13    | 9   | 58.92%      | 67      | 51      | +16     |         |         |         |         |
| Rayo Vallecano · España | 1.ª                 | 2018-19             | 28    | 6     | 5     | 17    | Inc.  | 2     | 0    | 1    | 1    | -     | - | -             | -             | -             | -             | -             | - | -     | 30    | 6     | 6     | 18  | 26.67%      | 32      | 54      | -22     |         |         |         |         |
| Rayo Vallecano · España | Total               | Total               | 86    | 34    | 22    | 30    | -     | 3     | 0    | 1    | 2    | -     | - | -             | -             | -             | -             | -             | - | -     | 89    | 34    | 23    | 32  | 46.81%      | 116     | 118     | -2      |         |         |         |         |
| Huesca · España         | 2.ª                 | 2019-20             | 42    | 21    | 7     | 14    | 1.º   | 2     | 1    | 0    | 1    | -     | - | -             | -             | -             | -             | -             | - | -     | 44    | 22    | 7     | 15  | 55.3%       | 57      | 44      | +13     |         |         |         |         |
| Huesca · España         | 1.ª                 | 2020-21             | 18    | 1     | 9     | 8     | Inc.  | 2     | 1    | 0    | 1    | -     | - | -             | -             | -             | -             | -             | - | -     | 20    | 2     | 9     | 9   | 25%         | 18      | 32      | -14     |         |         |         |         |
| Huesca · España         | Total               | Total               | 60    | 22    | 16    | 22    | -     | 4     | 2    | 0    | 2    | -     | - | -             | -             | -             | -             | -             | - | -     | 64    | 24    | 16    | 24  | 45.83%      | 75      | 76      | -1      |         |         |         |         |
| Girona · España         | 2.ª                 | 2021-22             | 42    | 20    | 8     | 14    | 6.º   | 4     | 3    | 0    | 1    | -     | - | -             | -             | -             | 4             | 2             | 1 | 1     | 50    | 25    | 9     | 16  | 56%         | 70      | 47      | +23     |         |         |         |         |
| Girona · España         | 1.ª                 | 2022-23             | 38    | 13    | 10    | 15    | 10.º  | 2     | 1    | 0    | 1    | -     | - | -             | -             | -             | -             | -             | - | -     | 40    | 14    | 10    | 16  | 43.33%      | 61      | 58      | +3      |         |         |         |         |
| Girona · España         | 1.ª                 | 2023-24             | 38    | 25    | 6     | 7     | 3.º   | 5     | 4    | 0    | 1    | -     | - | -             | -             | -             | -             | -             | - | -     | 43    | 29    | 6     | 8   | 72.09%      | 99      | 53      | +46     |         |         |         |         |
| Girona · España         | 1.ª                 | 2024-25             | 38    | 11    | 8     | 19    | 16.º  | 3     | 2    | 1    | 0    | 8     | 1 | 0             | 7             | FG            | -             | -             | - | -     | 49    | 14    | 9     | 26  | 34.69%      | 56      | 75      | -19     |         |         |         |         |
| Girona · España         | 1.ª                 | 2025-26             | 1     | 0     | 0     | 1     | -     | 1     | 0    | 1    | 0    | -     | - | -             | -             | -             | -             | -             | - | -     | 2     | 0     | 1     | 1   | 16.67%      | 1       | 3       | -2      |         |         |         |         |
| Girona · España         | Total               | Total               | 157   | 69    | 32    | 56    | -     | 15    | 10   | 2    | 3    | 8     | 1 | 0             | 7             | -             | 4             | 2             | 1 | 1     | 184   | 82    | 35    | 67  | 50.91%      | 287     | 236     | +51     |         |         |         |         |
| Total en su carrera     | Total en su carrera | Total en su carrera | 303   | 125   | 70    | 108   | -     | 22    | 12   | 3    | 7    | 8     | 1 | 0             | 7             | -             | 4             | 2             | 1 | 1     | 337   | 140   | 74    | 123 | 48.86%      | 478     | 430     | +48     |         |         |         |         |
| 1. 2. 3.                |                     |                     |       |       |       |       |       |       |      |      |      |       |   |               |               |               |               |               |   |       |       |       |       |     |             |         |         |         |         |         |         |         |

#### Resumen por competiciones
| Competición                  | Partidos | Ganados | Empatados | Perdidos | %      | Resultado        |
| ---------------------------- | -------- | ------- | --------- | -------- | ------ | ---------------- |
| Segunda División de España   | 146      | 71      | 33        | 42       | 56.16% | Campeón          |
| LaLiga                       | 161      | 56      | 38        | 67       | 42.65% | 3.er lugar       |
| Copa del Rey                 | 20       | 11      | 2         | 7        | 58.33% | Cuartos de final |
| Copa Cataluña                | 2        | 1       | 1         | 0        | 66.67% | Campeón          |
| Liga de Campeones de la UEFA | 8        | 1       | 0         | 7        | 12.5%  | Fase de grupos   |
| TOTAL                        | 337      | 140     | 74        | 123      | 48.86% | 3 Títulos        |

## Palmarés

### Como entrenador

#### Campeonatos regionales
| Título        | Club   | País     | Año  |
| ------------- | ------ | -------- | ---- |
| Copa Cataluña | Girona | Cataluña | 2025 |

#### Títulos nacionales
| Título                     | Club           | País   | Año  |
| -------------------------- | -------------- | ------ | ---- |
| Segunda División de España | Rayo Vallecano | España | 2018 |
| Segunda División de España | Huesca         | España | 2020 |